# Ematurga krassnojarscensis
Ematurga krassnojarscensis är en fjärilsart som beskrevs av Fuchs 1899. Ematurga krassnojarscensis ingår i släktet Ematurga och familjen mätare. Inga underarter finns listade i Catalogue of Life.